# Neunkirchen-Seelscheid
Neunkirchen-Seelscheid é um município da Alemanha localizado no distrito do Reno-Sieg, região administrativa de Colônia, estado da Renânia do Norte-Vestfália.